# Нильсен, Софус
Софус Нильсен (дат. Sophus Erhard Nielsen; 15 марта 1888, Копенгаген — 6 августа 1963, Копенгаген) — датский футболист, нападающий. Серебряный медалист двух Олимпиад. Рекордсмен сборной Дании по количеству забитых мячей в одном матче. Автор наибольшего количества забитых мячей за всю историю проведения олимпийских футбольных турниров.

## Спортивная карьера
С 1904 года выступал за основной состав клуба «Фрем». Рано потерял отца и был вынужден работать в пекарне, чтобы помочь матери содержать большую семью. Одновременно учился на вечерних курсах на кузнеца. Овладев профессией, решил вместе с братом Карлом поехать на заработки в Шлезвиг.
Один из игроков футбольного клуба «Хольштайн» пообещал им проживание в Киле, при условии, что Нильсены будут играть за его команду. Немецкие ценители футбола были поражены яркой игрой датского форварда, забившего 72 мяча в 18 матчах. В том числе, четыре в финале чемпионата Северной Германии против «Айнтрахта» из Брауншвейга (победа со счётом 6:1).
В 1912 году Софус вернулся в Данию и продолжил защищать цвета столичного клуба до 1921 года. Всего провёл за «Фрем» 137 матчей и забил 125 мячей.
Первый официальный матч национальная сборная Дании провела на старте Олимпийских игр в Лондоне. 19 октября 1908 года датчане переиграли вторую команду Франции со счётом 9:0. Софус Нильсен забил последний мяч в этом поединке. Через три дня, на лондонском стадионе «Уайт Сити», датчане играли с первой сборной Франции и одержали самую крупную победу в своей истории (17:1). Нильсен забил в том матче десять голов. В третьей, финальной, игре сборная Дании уступила сборной Великобритании со счетом 0:2. Софус Нильсен получил серебряную олимпийскую медаль и стал самым результативным игроком турнира (11 голов).
На следующих Олимпийских играх в Стокгольме датчане уверенно победили сборную Норвегии (7:0) и сборную Нидерландов (4:1), но в решающем матче снова уступили сборной Великобритании (2:4). Нападающий «Фрема» сделал дубль в первом матче. Шесть игроков команды, Чарльз Бухвальд, Харальд Хансен, Нильс Миддельбё, Оскар Нильсен-Нерланд, Софус Нильсен и Вильгельм Вольфхаген, играли в обоих финалах 1908 и 1912 годов. На этом турнире немецкий нападающий Готфрид Фукс повторил достижение датского форварда — в игре против сборной Российской империи забил десять мячей.
На протяжении 60 лет был единоличным рекордсменом по количеству голов на Олимпийских играх. На турнирах в Мехико (1968) и Мюнхене (1972), венгр Анталь Дунаи также забил 13 голов, но провёл тринадцать игр против шести у Нильсена.
Цвета национальной сборной защищал до 1919 года, всего провёл 20 матчей (16 забитых мячей).
11 апреля 2001 года австралийский форвард Арчибальд Томпсон установил новый рекорд результативности в одном международном матче между сборными — 13 голов в ворота сборной Американского Самоа (итоговый счет 31:0).
С 1932 по 1945 год входил в тренерский штаб национальной сборной. Под его руководством в качестве главного тренера национальной сборной Дания провела пять матчей. В 1933 году возглавлял клуб «Хольстебро».

## Достижения
Олимпийские игры
- Вице-чемпион (2): 1908, 1912

## Статистика
Статистика выступлений в сборной:
| Год   | Игры | Голы |
| ----- | ---- | ---- |
| 1908  | 3    | 11   |
| 1910  | 1    | 0    |
| 1911  | 1    | 0    |
| 1912  | 3    | 2    |
| 1914  | 2    | 2    |
| 1915  | 2    | 0    |
| 1916  | 1    | 0    |
| 1917  | 2    | 1    |
| 1918  | 3    | 0    |
| 1919  | 2    | 0    |
| всего | 20   | 16   |

### Матчи Нильсена за сборную Дании
| Матчи Нильсена за сборную Дании | Матчи Нильсена за сборную Дании | Матчи Нильсена за сборную Дании | Матчи Нильсена за сборную Дании | Матчи Нильсена за сборную Дании | Матчи Нильсена за сборную Дании |
| ------------------------------- | ------------------------------- | ------------------------------- | ------------------------------- | ------------------------------- | ------------------------------- |
| №                               | Дата                            | Соперник                        | Счёт                            | Голы Нильсена                   | Соревнование                    |
| 1                               | 19 октября 1908                 | Франция                         | 9:0                             | 1                               | Олимпийские игры 1908           |
| 2                               | 22 октября 1908                 | Франция                         | 17:1                            | 10                              | Олимпийские игры 1908           |
| 3                               | 24 октября 1908                 | Великобритания                  | 0:2                             | —                               | Олимпийские игры 1908           |
| 4                               | 5 мая 1910                      | Англия (люб.)                   | 2:1                             | —                               | Товарищеский матч               |
| 5                               | 21 октября 1911                 | Англия (люб.)                   | 0:3                             | —                               | Товарищеский матч               |
| 6                               | 30 июня 1912                    | Норвегия                        | 7:0                             | 2                               | Олимпийские игры 1912           |
| 7                               | 2 июля 1912                     | Нидерланды                      | 4:1                             | —                               | Олимпийские игры 1912           |
| 8                               | 4 июля 1912                     | Великобритания                  | 2:4                             | —                               | Олимпийские игры 1912           |
| 9                               | 17 мая 1914                     | Нидерланды                      | 4:3                             | 1                               | Товарищеский матч               |
| 10                              | 5 июня 1914                     | Англия (люб.)                   | 3:0                             | 1                               | Товарищеский матч               |
| 11                              | 6 июня 1915                     | Швеция                          | 2:0                             | —                               | Товарищеский матч               |
| 12                              | 31 октября 1915                 | Швеция                          | 2:0                             | —                               | Товарищеский матч               |
| 13                              | 25 июня 1916                    | Норвегия                        | 2:0                             | —                               | Товарищеский матч               |
| 14                              | 3 июня 1917                     | Швеция                          | 1:1                             | 1                               | Товарищеский матч               |
| 15                              | 17 июня 1917                    | Норвегия                        | 2:1                             | —                               | Товарищеский матч               |
| 16                              | 2 июня 1918                     | Швеция                          | 3:0                             | —                               | Товарищеский матч               |
| 17                              | 16 июня 1918                    | Норвегия                        | 1:3                             | —                               | Товарищеский матч               |
| 18                              | 20 октября 1918                 | Швеция                          | 2:1                             | —                               | Товарищеский матч               |
| 19                              | 21 сентября 1919                | Норвегия                        | 2:3                             | —                               | Товарищеский матч               |
| 20                              | 12 октября 1919                 | Швеция                          | 0:3                             | —                               | Товарищеский матч               |

Итого: 20 матчей / 16 голов; 13 побед, 1 ничья, 6 поражений.